# Idegransreservatet
Idegransreservatet är ett naturreservat i Borgholms kommun i Kalmar län.
Området är naturskyddat sedan 1999 och är 20 hektar stort. Reservatet består av barrskog och i mindre områden av lövträd. I de centrala delarna växer idegran och thuja. 